# مونتپولیه شرقی (حوزه سرشماری)، ورمانت
مونتپولیه شرقی (به انگلیسی: East Montpelier) یک منطقهٔ مسکونی در ایالات متحده آمریکا است که در East Montpelier واقع شده‌است. مونتپولیه شرقی ۰٫۲۵ کیلومتر مربع مساحت و ۸۰ نفر جمعیت دارد و ۲۲۲ متر بالاتر از سطح دریا واقع شده‌است.